# Lykaion
Bjerget Lykaion (oldgræsk: Λύκαιον ὄρος, Lýkaion Óros; latin: Mons Lycaeus) er et bjerg i den regionale enhed Arkadien i Grækenland . Lykaion har to toppe: Stefani mod nord og Sankt Ilias (Άγιος Ηλίας, Agios Īlías) mod syd, hvor Zeus alter er placeret.
Den nordlige top er højere, 1.421 moh. end den sydlige der er 1.382 moh.

## Helligt bjerg
Bjerget Lykaion var helligt for Zeus Lykaios, som siges at være født og opvokset på det, og var hjemsted for Pelasgus og hans søn Lycaon, som siges at have grundlagt det ritual som Zeus praktiserede på toppen. Dette ser ud til at have involveret menneskeofring og en fest, hvor manden, der modtog en portion af et menneskeoffer, blev forvandlet til en ulv, ligesom Lycaon havde været efter at have ofret et barn. Zeus' alter består af en stor askehøj med en støttemur. Det blev sagt, at ingen skygger faldt inden for området, og at enhver, der kom ind i det, døde inden for samme år. Zeus helligdom var vært for atletiske lege, der blev afholdt hvert fjerde år, Lykaia.
Arkæologiske udgravninger blev første gang udført i 1897 af K. Kontoopoulos, efterfulgt af K. Kourouniotes mellem 1902 og 1909.
Mt. Lykaion Excavation and Survey Project, en fælles indsats fra University of Pennsylvania og University of Arizona begyndte at arbejde på stedet i 2004 med det formål at fortsætte den topografiske undersøgelse, der blev påbegyndt i 1996, og udføre en fuldstændig topografisk og arkitektonisk analyse ikke kun af alteret og temenos, men af den nærliggende dal, hvor De Lykaianske Lege blev afholdt. De detaljerede digitale optegnelser og tegninger af hver arkitektonisk stenblok. Til dato er der lavet et komplet kort over området, inklusive ikke kun askealteret og temenos, men også to springvand, inklusive Hagno-springvandet nævnt af Pausanias, hippodromen, stadion, en bygning, der sandsynligvis var et badehus, xenon (hotel), en stoa, flere sæderækker og en gruppe statuebaser.
Mange af disse bygninger ser ud til at være blevet planlagt i forhold til hinanden: badene i den nordlige ende af hippodromen er på samme linje som den er, og stoaen, xenonen, det nederste springvand og sæderækkerne alle synes at være bygget i en bevidst lignende linje. Lige nord for stoaen blev der udgravet fire sæderækker med resterne af en gruppe stelae og statuebaser i nærheden. Disse ville have grænset op til hippodromens sydlige kant og svare til en tidligere udgravet række af sæder på den sydøstlige kant af racerbanen. Størstedelen af tilskuerne til begivenheder i hippodromen ville dog have siddet på de omkringliggende bakker.:381–396 

## Lykaion i litteraturen
Lykaion-bjerget, dets religiøse betydning og dets atletiske lege optræder med en vis hyppighed i de gamle litterære kilder. Den græske geograf fra det 2. århundrede Pausanias giver den største mængde information i den ottende bog i hans Beskrivelse af Grækenland, hvor han diskuterer Lykaions mytologiske, historiske og fysiske karakteristika i detaljer. Mere isolerede referencer forekommer dog i kilder lige fra Platon til Virgil.

### Legendernes tid
Pausanias stater at Arkaderne hævdede at toppen Cretea ved Lykaion som fødestedet for Zeus, selvom traditionen havde overleveret mindst to andre placeringer for Zeus' fødsel.
Lycaon, søn af Pelasgus, den mytiske grundlægger af den græske race, siges at have indstiftet tilbedelsen af Zeus ved Lykaion-bjerget, givet guden tilnavnet Lykaios og etableret lege til hans ære. Bibliotheca, et mytologisk kompendium fra romertiden, tilføjer historien om, at Lycaon forsøgte at teste Zeus' alvidenhed ved at narre ham til at spise et offer blandet med menneskekød. Som straf dræbte Zeus Lycaon og hans halvtreds sønner. Andre kilder, herunder den romerske digter Ovid, hævder i stedet, at Lycaons straf var transformation til en ulv, et tidligt eksempel på lykantropi.

### Historiske begivenheder
Ifølge Pausanias og den græske historiker Polybius blev en indskrevet søjle (stele) rejst nær Zeus alter på bjerget Lykaion under den anden messenske krig, et oprør mod spartanerne. Inskriptionen mindedes angiveligt henrettelsen af Aristokrates af Arcadia, som havde forrådt den messenske helt Aristomenes i et slag.